# Ctenus velox
Ctenus velox är en spindelart som beskrevs av John Blackwall 1865. Ctenus velox ingår i släktet Ctenus och familjen Ctenidae. Inga underarter finns listade i Catalogue of Life.